# Jurisdicción de Lara
Jurisdicción de Lara est une commune d'Espagne dans la communauté autonome de Castille-et-León, province de Burgos. Elle s'étend sur 25,16 km2 et comptait environ 48 habitants en 2011.